# Sibeth Ndiaye
Sibeth Ndiaye (Dakar (Senegal), 13 december 1979) is een Frans-Senegalese adviseur in communicatie. In mei 2017 werd ze op het Élysée persverantwoordelijke voor president Emmanuel Macron.

## Levensloop
Sibeth Ndiaye, geboren als Senegalese en tot Franse genaturaliseerd in juni 2016, is een dochter van Fara Ndiaye, medestichter van de Parti africain de l'indépendance en nadien tweede in bevel van de Parti démocratique sénégalais van Abdoulaye Wade en parlementslid voor die partij. Haar moeder, Mireille Ndiaye (overleden in 2015), was magistraat, voorzitter van het Senegalese Hof van Cassatie (2002-2010). 
Ze studeerde in Dakar aan het Institut Jeanne d'Arc en in Parijs aan het Lycée Montaigne. Ze studeerde verder aan de Université Paris-Diderot (2004-2006) en aan de Université Panthéon-Sorbonne (2006-2007). Ze verwierf een masterdiploma in staathuishoudkunde en sociale bescherming.
Van 1999 tot 2006 was ze actief binnen de studentenbond Union nationale des étudiants de France (UNEF) en van 2003 tot 2008 was ze bestuurder van de Mutuelle des étudiants. In 2002 werd ze lid van de Parti socialiste (PS).
Haar eerste verkiezingscampagne leidde ze in 2008 in Saint-Denis voor Mathieu Hanotin, kandidaat bij de kantonnale verkiezingen. Ze behoorde toen binnen de socialistische partij tot de groep rond Dominique Strauss-Kahn. In 2009 benoemde Martine Aubry haar binnen de PS tot nationaal secretaris voor de kinderen. Dit werd door sommigen bekritiseerd, omdat ze de Franse nationaliteit niet had.
Ondertussen was ze in maart 2008 benoemd tot hoofd van de persdienst van Claude Bartolone, voorzitter van de algemene raad voor het departement Seine-Saint-Denis. In 2012 steunde ze Martine Aubry bij de voorverkiezingen binnen de socialistische partij. Na de presidentsverkiezingen van 2012 werd ze pers- en communicatiechef bij minister Arnaud Montebourg en bleef in deze functie toen Emmanuel Macron deze in 2014 opvolgde.

## Adviseur bij Emmanuel Macron
Ze volgde Macron toen hij de beweging En Marche ! stichtte, als adviseur pers en communicatie. Ze speelde een belangrijke rol in de organisatie van de kiescampagne die leidde tot de verkiezing van Macron in mei 2017.
Na zijn installatie in het Élysée, werd ze adviseur voor perszaken bij Sylvain Fort, de communicatieverantwoordelijke van de president. Ze organiseerde met Fort de vergrendeling van de communicatie (verplaatsen van de perszaal naar een bijgebouw, instructies voor discretie opgelegd aan de medewerkers, aanduiden van geaccrediteerde journalisten bij reizen en verplaatsingen enz.). Ze kreeg de reputatie journalisten aan te pakken als ze artikels schreven die haar niet welgevallig waren, en er zelfs een zwarte lijst op na te houden, wat ze ontkende. 